# Peter Bogdanovich
Peter Bogdanovich (sérvio cirílico: Петар Богдановић, Kingston, 30 de julho de 1939 – Los Angeles, 6 de janeiro de 2022) foi um cineasta norte-americano.
Faz parte da geração de realizadores/diretores chamada de "Nova Hollywood" ou ainda, movie brats, (na qual estão incluídos William Friedkin, Brian DePalma, George Lucas, Martin Scorsese, Steven Spielberg, Michael Cimino e Francis Ford Coppola, entre outros). Seu filme mais conhecido é The Last Picture Show.
Trabalhou como crítico e historiador de cinema desde a década de 1960, tendo entrevistado muitos cineastas/realizadores do meio, bem como atores e atrizes dentre os quais Alfred Hitchcock, Allan Dwan, John Ford, Howard Hawks, e muitos outros. Estas entrevistas renderam-lhe vários livros e documentários. Foi amigo pessoal de diversos destes profissionais, inclusive de Orson Welles, o qual lhe concedeu várias entrevistas que foram reunidas no livro "Este é Orson Welles" (This is Orson Welles).

## Origens
Peter Bogdanovich é filho de imigrantes fugitivos da Europa dominada pelo nazismo: seu pai, Borislav Bogdanovich (1899-1970) era pintor e pianista sérvio, e sua mãe, Herma Robinson Bogdanovich (1918-1979), era filha de uma família rica de judeus austríacos.
Estudou atuação com a professora e atriz Stella Adler, por volta de 1955. No início dos anos 60, Bogdanovich começou a programar festivais de cinema para o Museu de Arte Moderna de Nova Iorque. Um espectador obsessivo de filmes, quando jovem chegou a assistir a mais de quatrocentos filmes em um ano. Bogdanovich tirou do esquecimento e revalorizou o trabalho de cineastas americanos como John Ford, sobre quem escreveu um livro, baseado em suas notas tomadas enquanto produzia a retrospectiva sobre o diretor no MoMa; sobre o subestimado Howard Hawks, e também deu atenção aos pioneiros do cinema americano, até então ignorados, como Allan Dwan.

## Crítica e primeiros filmes
Bogdanovich foi influenciado pelos críticos franceses dos anos 50 da revista Cahiers du Cinéma, especialmente pelo diretor, atuando especialmente como crítico, François Truffaut. Antes de Bogdanovich tornar-se ele mesmo um diretor, construiu uma reputação como um crítico de cinema na revista Esquire. Em 1968, seguindo os exemplo dos críticos do Cahiers du Cinéma como Truffaut, Jean-Luc Godard, Claude Chabrol, e Éric Rohmer, os criadores da Nouvelle Vague("Nova Onda"), que faziam seus próprios filmes, Bogdanovich decidiu tornar-se um diretor. Ele e sua esposa Polly Platt fizeram as malas e partiram para Los Angeles. Pretendendo penetrar na indústria do cinema, a persistência de Bogdanovich foi recompensada quando passou a ser convidado para as festas e premiéres de filmes da indústria cinematográfica. Durante uma exibição, Bogdanovich conseguiu conversar com o diretor Roger Corman. Corman declarou que havia gostado de um artigo que Bogdanovich havia escrito para a revista Esquire. Durante a conversa Corman ofereceu a ele um emprego como diretor, que foi aceito. Trabalhou com Corman em Targets e Voyage to the Planet of Prehistoric Women. Bogdanovich, mais tarde, disse sobre o estilo de dirigir de Corman: "Eu fui da lavanderia até a direção do filme em três semanas. Ao todo, trabalhei vinte e duas semanas - pré-produção, filmagem, segunda unidade, corte, dublagem - nunca havia aprendido tanto até então".
Retornando ao jornalismo, Bogdanovich iniciou uma amizade de muitos anos com Orson Welles, ao entrevistá-lo no set de filmagem do filme de Mike Nichols, Catch-22. Bogdanovich desempenhou um papel crucial em elucidar Welles e sua carreira de roteirista e ator-diretor, em seu livro This is Orson Welles (1992). No início dos anos 70, quando Welles teve problemas financeiros, Bogdanovich o acolheu em sua mansão em Bel Air por um período de dois anos.
Em 1970, Bogdanovich foi contratado pelo American Film Institute para dirigir um documentário-tributo a John Ford, Directed by John Ford (1971). O resultado foi um registro considerado clássico sobre Hollywood, que inclui entrevistas com John Wayne, James Stewart, Henry Fonda, narrado por Orson Welles. Fora de circulação por muitos anos, Bogdanovich e TCM lançaram em 2006 uma nova versão, com novas cenas de filmes do diretor, e entrevistas adicionais com Clint Eastwood, Walter Hill, Harry Carey, Jr., Martin Scorsese, Steven Spielberg e outros.

## Primeiros êxitos
O cineasta, então com 32 anos, foi aclamado pelos críticos como um garoto-prodígio, nos moldes de Orson Welles, ao realizar seu filme mais conhecido, The Last Picture Show, em 1971.  O filme recebeu oito indicações ao Oscar, incluindo Melhor Diretor para Bogdanovich e Melhor Filme. Ganhou duas estatuetas: Cloris Leachman e Ben Johnson nas categorias de Melhor Atriz Coadjuvante e Melhor Ator Coadjuvante. Cybill Shepherd, que interpretou o papel de Jacy Farrow, e Bogdanovich, apaixonaram-se durante as filmagens. O caso ocasionou o seu divórcio com Polly Platt, colaboradora de longa data e mãe de seus dois filhos.
O filme seguinte de Bogdanovich, outro sucesso, foi Essa Pequena é uma Parada (1972), estrelando Barbra Streisand e Ryan O'Neal, uma "comédia maluca" Screwball Comedy que deve muito a Bringing Up Baby (1937) e His Girl Friday (1941), ambos dirigidos por Howard Hawks. Apesar de sua dívida com os grandes cineastas do passado, Bogdanovich solidificou seu status como um dos grandes diretores do cinema, como os premiados Francis Ford Coppola e William Friedkin, com os quais formou The Directors Company, um contrato de produção vantajoso com a Paramount Pictures, que deu aos diretores carta branca, se eles se mantivessem dentro das limitações do orçamento combinado. Foi por meio deste contrato que Bogdanovich  dirigiu Lua de Papel (1973).
Lua de Papel, uma comédia ambientada na era da Grande Depressão americana, era estrelada por Ryan O'Neal. Sua filha Tatum O'Neal, então com dez anos de idade, integrante do elenco, ganhou o Oscar de Melhor Atriz Coadjuvante, e o filme marcou um dos melhores momentos da carreira de Bogdanovich.
Forçado a dividir os ganhos com os seus amigos diretores, Bogdanovich ficou insatisfeito com o arranjo. The Directors Company produziu somente mais dois filmes, The Conversation (1974), de Coppola, e Daisy Miller, de Bogdanovich, que teve uma recepção fria da crítica.

## Fracassos
Uma adaptação do romance de Henry James, Daisy Miller (1974), marcou o início do fim da carreira de Bogdanovich como um diretor popular. O filme, cuja personagem-título foi interpretado por Cybill Shepherd, noiva do diretor, foi rejeitado pelos críticos e tornou-se um fracasso de bilheteria.
O filme seguinte de Bogdanovich, um roteiro original, cujo título foi retirado de uma canção de Cole Porter, At Long Last Love (1975), protagonizado por Shepherd seria, na opinião dos críticos na época, um dos piores filmes já realizados. Esta película também foi um fracasso junto ao público, apesar de contar com Burt Reynolds, um astro do cinema na década de 1970.
Tentando novamente reviver técnicas antigas do cinema, Bogdanovich insistiu em filmar os números musicais de At Long Last Love ao vivo/em direto, um processo que não era utilizado desde os primeiros dias dos filmes falados. A decisão foi muito ridicularizada já que ninguém no elenco era conhecido exatamente por suas habilidades musicais. (Bogdanovich produziu um disco, em 1974, mal-recebido pela crítica, no qual Cibyll Shepherd cantava canções de Porter).
Bogdanovich voltou aos velhos triunfos e tradições do cinema com No Mundo do Cinema (Nickelodeon) (1976), uma comédia que reconta os primeiros dias da indústria cinematográfica, que reuniu novamente no mesmo elenco Ryan e Tatum O'Neal, além de Burt Reynolds. Aconselhado a não utilizar a impopular Shepherd no filme, Bogdanovich deu uma chance à novata Jane Hitchcock, no papel da mocinha ingênua. Infelizmente, a magia de Paper Moon não se repetiu e o filme foi outro fiasco.

## O caso Dorothy Stratten
Depois de uma pausa de três anos, Bogdanovich voltou à cena com o filme Saint Jack (1979), realizado para a Playboy Productions, de Hugh Hefner. O relacionamento de Bogdanovich e Shepherd havia terminado em 1978, mas a produção do filme era parte de um acordo judicial que Shepherd havia ganho contra Heffner, que havia publicado fotos da atriz nua na Playboy, "pirateadas" do filme The Last Picture Show.
Bogdanovich então lançou-se ao filme que seria o Waterloo de sua carreira, They All Laughed (1981), uma comédia de baixo custo, estrelada por Audrey Hepburn e a Miss Playboy de vinte anos Dorothy Stratten. Durante as filmagens, Bogdanovich apaixonou-se por Stratten, que era casada com o empresário de modelos Paul Snider. Stratten decidiu abandonar Snider e juntar-se a Bogdanovich. Quando ela contou a Snider que ela estava o deixando, Snider a matou e em seguida suicidou-se.
They All Laughed teve distribuição comprometida devido à publicidade negativa causada pela morte trágica de Stratten, apesar de ser um dos poucos filmes em que Audrey Hepburn atuou depois de sua aposentadoria provisória em 1967 (seria o último filme em que a atriz atuaria no papel principal). Bogdanovich comprou os direitos sobre o negativo do filme, para que ninguém o visse, embora a produção tenha sido vista em um lançamento limitado e despertado uma reação fraca da crítica. O episódio fez com que Bogdanovich perdesse milhões de dólares, levando-o à falência. O cineasta Quentin Tarantino listou-o como um dos "Dez Melhores Filmes de Todos os Tempos", em 2002.

## Fatos, últimos trabalhos e morte
O cineasta voltou a escrever com a carreira no cinema em crise e começou pelas memórias de Dorothy, The Killing of the Unicorn: Dorothy Stratten (1960-1980), publicadas em 1984. O artigo sobre o assassinato de Stratten, escrito por Teresa Carpenter, Death of a Playmate, foi publicado na revista The Village Voice e ganhou o Prêmio Pulitzer em 1981. Embora Bogdanovich não tenha criticado o artigo de Carpenter em seu livro, a autora levantou sua voz contra ele e Hefner, alegando que Stratten era uma vítima dos dois tanto quanto fora de Snider. Em particular, ela criticou Bogdanovich por cultivar, em relação à Stratten, "uma preferência infantil por personagens ingênuos". O artigo de Carpenter serviu como base para o filme de Bob Fosse Star 80 (1983), no qual Bogdanovich foi retratado como um cineasta fictício, uma pessoa bondosa mas um tanto desorientada e ingênua.
Apesar de ter conseguido um sucesso moderado com Mask de 1985, a sua sequência de The Last Picture Show, Texasville de 1990, foi um fracasso de público e de crítica. Ambos os filmes foram objetos de disputa pois Bogdanovich ainda exigia maior controle sobre seus filmes mas os estúdios mantiveram em suas mãos o orçamento e a montagem de ambos.
Mask contou com trilha sonora de Bob Seger, contra o desejo do cineasta que queria Bruce Springsteen. Quanto à Texasville, Bogdanovich frequentemente queixava-se que a versão exibida não era a que pretendia fazer. Uma versão de diretor de Mask, ligeiramente mais longa e com as canções de Springteen, foi lançada em DVD em 2006. Outra, de Texasville, foi lançada em laserdisc mas nunca em DVD. Na época das filmagens de Texasville, Bogdanovich também revisitou seu primeiro sucesso, The Last Picture Show, e acabou produzindo uma versão de diretor ligeiramente modificada. Desde esta época, esta versão é a única disponível do filme.
Bogdanovich dirigiu outros dois filmes na sequência: Noises Off, de 1992, que se tornou, anos depois, um cult movie, enquanto que o outro, The Thing Called Love, de 1993, ficou conhecido erroneamente como a última vez em que o ator River Phoenix atuou no cinema.
Bogdanovich morreu em 6 de janeiro de 2022, aos 82 anos de idade, em Los Angeles.

## Filmografia
- 2007 - Runnin' Down A Dream: Tom Petty e os Heartbreakers (Runnin' Down A Dream)
- 2006 - Infame (Infamous)
- 2006 - Directed by, (Directed by) , nova versão do documentário do documentário Dirigido por John Ford, de 1971
- 1999-2007 - Família Soprano (The Sopranos), como ator em todos os episódios, e como diretor no episódio "Sentimental Education" (TV)
- 2004 - Hustle - A Decadência de Pete Rose (Hustle) (TV)
- 2004 - O mistério de Natalie Wood (The Mystery of Natalie Wood)  (TV)
- 2001 - O miar do gato (Portugal), O miado do gato (Brasil) (The Cat's Meow)
- 1999 - A saintly switch (TV)
- 1998 - Cidade Nua 2 - Natal assassino (Naked City: A killer Christmas) (TV)
- 1997 - Histórias de coragem (Rescuers: Stories of courage: Two women)(TV)
- 1997 - The Price of heaven (TV)
- 1996 - Ao mestre com carinho 2 (To sir, with love II) (TV)
- 1995 - A vida imita a arte (Picture windows)(TV)
- 1993 - Um sonho, dois amores (The Thing Called Love)
- 1992 - Impróprio para menores (Noises off…)
- 1990 - Texasville - A última sessão de cinema continua (Texasville)
- 1988 - Ilegalmente sua (Illegally yours)
- 1985 - Marcas do Destino(Mask)
- 1981 - Muito riso e muita alegria (They all laughed)
- 1979 - Saint Jack
- 1976 - No mundo do cinema (Nickelodeon)
- 1975 - Amor, eterno amor (At long last love)
- 1974 - Daisy Miller
- 1973 - Lua de Papel (Paper Moon)
- 1972 - Que se passa, doutor? (Portugal), Esta pequena é uma parada (Brasil) (What's up, doc?)
- 1971 - A última sessão (Portugal), A Última Sessão de Cinema (Brasil) (The last picture show)
- 1971 - Dirigido por John Ford (Directed By John Ford), documentário
- 1968 - Voyage to the planet of prehistoric women
- 1968 - Na mira da morte (Targets)
- 1967 - The Great professional: Howard Hawks (TV)

## Livros
- The Killing Of The Unicorn - Dorothy Stratten 1960-1980, William Morrow and Company 1984, ISBN 0-688-01611-1.
- This Is Orson Welles, HarperPerennial 1992, ISBN 0-06-092439-X
- Peter Bogdanovich's Movie of the Week
- Afinal, quem faz os filmes?
- Who the Hell's in It: Conversations with Hollywood's Legendary Actors

## Prémios e nomeações
- Recebeu uma nomeação ao Oscar de Melhor Realizador, por "The last picture show" (1971).
- Recebeu uma nomeação ao Oscar de Melhor Argumento Adaptado, por "The last picture show" (1971).
- Recebeu duas nomeações ao Globo de Ouro de Melhor Realizador, por "The last picture show" (1971) e "Paper Moon" (1973).
- Recebeu uma nomeação ao BAFTA de Melhor Realizador, por "The last picture show" (1971).
- Ganhou o BAFTA de Melhor Argumento, por "The last picture show" (1971).
- Ganhou o Prémio FIPRESCI no Festival de Locarno, por "The Cat's Meow" (2001).